# Oh, soft was the song
Oh, soft was the song è una canzone con parole di Gilbert Parker, messa in musica nel 1910 dal compositore inglese Edward Elgar, come Op. 59, n. 3.

## Storia
Si compone dal secondo e dall'ultimo verso di una poesia intitolata At Sea che Parker aveva pubblicato nel volume I di una serie di poesie intitolate Embers. Le canzoni dell'Opus 59 facevano parte di un ciclo di sei canzoni romantiche di Parker che non fu mai completato: stranamente i numeri 1, 2 e 4 non furono mai composti. Le altre canzoni completate sono: Was it some Golden Star? e Twilight. Queste canzoni erano state scritte in origine con accompagnamento di pianoforte, ma successivamente furono arrangiate dal compositore, per grande orchestra.
Le canzoni furono composte tra il dicembre 1909 e il gennaio 1910 e pubblicate da Novello nel 1910. L'amico di Elgar, Edward Speyer, gli mandò come regalo di Natale alcune partiture di Quartetti d'archi di Beethoven. Elgar lo ringraziò aggiungendo alla propria lettera una citazione dall'Op.59 n. 3 di Beethoven.
La prima esecuzione fu di Muriel Foster allo Jaeger Memorial Concert nella Queen's Hall il 24 gennaio 1910.

## Versi
OH, SOFT WAS THE SONG
Oh, soft was the song in my soul, and soft beyond thought were thy lips,
And thou wert mine own, and Eden re-conquered was mine:
And the way that I go is the way of thy feet, and the breath that I breathe
It hath being from thee, and life from the life that is thine.

## Incisioni
- Songs and Piano Music by Edward Elgar has "Oh, soft was the song"  performed by Mark Wilde (tenor), with David Owen Norris (piano).
- Elgar: Complete Songs for Voice & Piano Amanda Roocroft (soprano), Reinild Mees (piano)
- The Songs of Edward Elgar SOMM CD 220 Christopher Maltman (baritone) with Malcolm Martineau (piano), at Southlands College, London, April 1999